# Chrysobothris octomaculata
Chrysobothris octomaculata es una especie de escarabajo del género Chrysobothris, familia Buprestidae. Fue descrita científicamente por Carter en 1925.